# 少女椿
《少女椿》（日语：少女椿）是日本漫畫家丸尾末廣創作的漫畫作品。1992年改編為動畫電影《地下幻燈劇畫 少女椿》，2016年改編為真人版電影。該作品改編自浪花清雲的街頭紙芝居《少女椿》。
該漫畫最初以短篇形式於1981年8月號的《漫畫ピラニア》中刊載，標題為《哀切秘話 少女椿》（收錄於短篇集《薔薇色ノ怪物》）。隨後，作品於司書房的官能劇畫雜誌《GARO》中連載，從1983年8月號到1984年7月號共8話。此外，還包括幾篇番外篇：《少女椿 水子編》（1984年2月號《Hey! Buddy》中刊載，收錄於短篇小說集《キンランドンス》）以及《少女椿 予告編》（1984年8月號《メロンCOMIC》中刊載，未收錄於單行本）。該作品於1984年9月由出版《月刊漫畫ガロ》的青林堂首次集結成單行本後，受到粉絲群體的私下追捧，逐漸成為邪典追捧，被認為是日本另類漫畫「GARO系」最具知名度和評價極高的作品之一。
迄今為止，《少女椿》從未由大型出版社發行單行本、文庫本或電子書版本。目前可購得的版本為青林工藝舍發布的修訂版單行本。

## 概要
該作品改編自浪花清雲的街頭紙芝居情節劇《少女椿》。劇情取材自戰後昭和時代流行的「母女劇」故事，講述了一個貧困家庭的女孩與父母一起生活，在父親失蹤後開始在街上賣山茶花來幫助母親的故事。當人販子強迫她參加滑稽表演而出名時，她的父母試圖營救她。故事以綠一家團聚而告終。
歷盡艱辛尋找幸福的故事。
與紙芝居形成鮮明對比。丸尾的漫畫版則自始至終都是陰鬱的氣氛，風格上強調了作者獨特的情色、血腥、離奇的一面，並著重於虐待的描述和與浪花原作重偏離的悲劇結局。

## 劇情大綱
生於昭和13年（1938年）的綠子，出身於貧困家庭。父親離家後，她與長期臥病的母親相依為命。為了養家糊口，綠子輟學，在街頭賣山茶花維生。一日，她在街上遇見一名帶著博勒帽的男子，對方告訴她如果遇到困難，可以來找他。然而當綠子回到家時，發現母親已經去世，屍體甚至被老鼠啃食。成為孤兒的綠子，無奈之下決定去尋找那位承諾幫助她的男子。
男子給綠子的地址是一個名為「赤猫座」的畸形秀馬戲團。到達後，綠子被迫留下成為一名僕人，然而，這些表演者不僅虐待她，還對她進行性侵。綠子雖渴望逃離，但無處可去，只能日漸陷入絕望之中。隨著紅貓馬戲團的收入不斷下降，經營者荒氏聘請了一位擅長西方魔術的矮小男子政光。政光初到馬戲團便對綠子產生好感，將她收為助手與情人，並利用魔術保護她免受其他成員的欺凌。
政光的魔術表演逐漸獲得成功，但他與綠子的關係卻變得控制欲強且充滿壓迫。在此期間，綠子目睹政光使用魔術謀殺一名競爭對手，並在她嘗試成為女演員開啟新生活時，遭到政光暴力阻止。一次爭吵後，政光的魔術在表演中失控，導致所有觀眾短暫地變成可怖的畸形模樣。此事件引發警方取締，紅貓馬戲團被迫關閉，荒氏則攜款逃逸，留下團員自生自滅。
事後，政光向綠子道歉，並請求與她重新開始生活。兩人離開馬戲團，當初欺負綠子的團員們已逐漸對綠子產生好感，甚至表現出不捨之情。途中，政光要綠子在巴士站等候，並承諾為她買些食物。然而，他在途中遭遇小偷襲擊並被刺死。焦急的綠子到處尋找政光，最終誤以為自己再度被拋棄。她開始產生幻覺，認為馬戲團的團員與她的父母嘲笑她，於是對幻影發起攻擊，直到這些幻影徹底消失。故事的結尾，孤身一人的綠子淚流滿面，陷入絕望。

## 登場角色
綠子（みどり）
配音：中美奈子 / 飾演：中村里砂
十多歲的少女，靠賣花維持與母親的生計。然而，母親因病過世後，她成為孤兒，前去尋求曾經是花店顧客的嵐鯉治郎幫助，卻被騙進了他的「赤貓座」，成為其中一員。雖然經常受到小屋內其他藝人的欺辱，性格薄命，但她並非完全屈服。當喜歡她的魔術師正光開始掌握小屋的話語權時，綠借勢自稱為「正光的妻子」，並變得高傲。她的標誌性特徵是蓬鬆的短髮，回憶中還出現過與父親的溫馨片段。
奇幻正光（ワンダー正光）
配音：森下紀彦 / 飾演：風間俊介
一名身穿西裝、戴著山高帽的中年男子，自稱擅長西洋魔術，為挽救低迷的馬戲團收入，被嵐鯉治郎從東京請來。性格溫和且紳士，但逐漸表現出對綠的佔有慾。實際上他是一名侏儒，對身高問題極其敏感，遭嘲笑時會失控。他的魔術表演實則是利用幻術，技藝獲得觀眾好評。
嵐鯉治郎（嵐鯉治郎）
配音：岡本圭之輔 / 飾演：中谷彰宏
「赤貓座」的主人，誘騙綠加入見世物小屋的主謀。他性格吝嗇又膽小，但並非純粹的惡人，對綠及其他藝人的不幸處境有所同情。其寵愛藝人「金龜子」，甚至用舌頭舔掉金龜子眼中的沙塵。最終，他遺棄了金龜子並逃離了見世物小屋。
人間水泵·赤座（人間ポンプ赤座）
配音：林和義 / 飾演：深水元基
身材高大、頭頂禿髮的獨眼巨漢，力氣驚人。雖然性格粗暴，但有時也流露出照顧他人的一面。他與蛇女紅悅有曖昧關係，見世物小屋解散後，他受到其他地方邀請，提前安排了去處。
德利兒鞭棄（徳利児鞭棄）
配音：野村欣史 / 飾演：佐伯大地
32歲的男性，雙臂殘缺、臉部因燒傷包裹著繃帶，卻能用雙腳靈活地完成精細動作。他對綠抱有複雜的情感，甚至在奪走她的純潔後，仍試圖表現出好意。然而，他的言行反覆，既欺辱綠又在其他情境中對她流露關心。最終，他因為妒忌正光而被正光殺害。
蛇女紅悅（蛇女紅悦）
配音：加藤早苗 / 飾演：森野美咲
戴著紫色頭巾、外形神秘的弄蛇術女子，是小屋內藝人的領導者。她對新加入的綠態度嚴苛，但也隱約表現出些許的憐惜。與多名男性有曖昧關係，最後她選擇祝福綠的幸福。
金龜子（カナブン）
配音：高木由美子 / 飾演：武瑠
擅長輕功與口中喷火表演的藝人，外形為留著馬尾辮的美少女，但實為雙性人或半陰陽者（一說並不確定）。她性格古怪又殘酷，曾殺死綠飼養的小狗並烹煮成食物。被鯉治郎遺棄後，金龜子因悲傷而自毀容貌，剪短頭髮並與綠哭別。
綠的母親
配音：田中章子 / 飾演：鳥居美雪
體弱多病的女子，丈夫拋棄她後長期臥床，最終因為老鼠從陰部鑽入體內並啃食內臟而慘死。
綠的父親
一名理髮師頭型的中年工人，性格不負責任，三年前遺棄了妻女，消失無蹤。

## 其他媒體

### 動畫電影
《地下幻燈劇畫 少女椿》為1992年上映的日本動畫電影，改編自青林堂版的原作，這是一部幾乎由繪津久秋一人完成的獨立電影作品，包括演出、劇本、作畫及導演等四個角色都由他親自負責。製作過程中，原本計劃尋求日本電影的獨立制片公司或成人视频制造商的支持，但因其內容含有大量過激且不雅片段，無法找到製作支持或贊助商。最終，導演靠著動用自己的存款、借款及退休金，投入全數預算，用了整整四年的時間完成這部作品。
上映時，採用紙吹雪、發煙筒及煙霧等特效進行特殊演出，甚至選在神社境內或地下室進行游擊式放映。此外，在一般影院上映時，必須刪除約26處經映畫倫理機構審查的片段，並加上模糊處理的「映倫通過版」影片，並將其標記為R級（R15+）。

#### 上映禁止
1999年，在西班牙的聖塞巴斯提安恐怖與奇幻電影節結束後，電影的母片在成田海關被沒收並銷毀，導致本片在日本境內被禁止進口與上映。雖然官方未公開銷毀與禁映的具體原因，但有一說認為這與當年新制定的《兒童色情法》相關。
此後，在2004年的東京國際奇幻電影節中，《少女椿》以粉絲投票第一名的成績被特別上映，但隨後因警方要求，再次被禁止上映長達八年。
在解禁後，2013年從倉庫中重新發現的原版底片被用於製作16毫米膠片的新拷貝版本，並在金澤電影節上展出。

#### 主要演員
- 原作：丸尾末廣
- 演出・台本・作画・監督：原田浩（絵津久秋）
- 音楽：寺原孝明
- 撮影：菅谷信行
- 編集：尾形敏治
- 音響効果：浅沼幸一
- 美術監督：針生勝文
- 現像：IMAGICA
- 監修：飯田豊一
- 製作協力：パラノイア百貨店、演劇実験室万有引力、月蝕歌劇団（日语：月蝕歌劇団）、青林堂（日语：青林堂）、ACC Production（日语：ACCプロダクション）、蟲製作、东映动画、ビジュアルアーツプロダクション

企画・製作：密閉映劇霧生館

#### 主題歌
迷い子のリボン
作詞：丸尾末広、作曲：J・A・シーザー、歌：中美奈子
紅い下着
作詞：丸尾末広、作曲：J・A・シーザー、歌：野村欣史

#### 家庭媒體
該作品的影像在日本國內僅以少量的VHS錄影帶形式流通發行。2006年，本作以《MIDORI》的標題在法國發行了DVD。為完成DVD化，母帶被寄往法國，但因成田海關在貨物上附加了「需注意貨物」及「需檢查」的文件，導致母帶在戴高樂機場被視為「猥褻物」而遭到扣押。經由DVD發行公司負責人的多次協調，才最終得以在法國發行DVD版本。

### 舞台劇
2011年10月，由虛飾集團「廻天百眼」將《少女椿》改編為舞台劇，於東京阿佐谷的「ZAMZA阿佐谷劇場」進行公演，從10月13日至17日，共5天內上演了7場。此次公演已被製作成DVD，並在官方網站上提供下載版出售。

#### 主要演員
- 綠子：紅日毬子（日语：紅日毬子）
- 嵐鯉治郎/敷島普林：常川博之
- 金龜子/機械瑪麗/玉藻：金原沙亞弥
- 鞭棄：倉垣吉宏
- 紅悅/怪奇蛇女：こもだまり
- 赤座：TETRA。
- 銀杏：いちご
- 奇幻正光：ワンダー正光
- 美空綠子：有栖川ソワレ
- 成為機械的綠子：十三月紅夜
- 路郎：桜井咲黒
- 助三：仲村弥生
- 角三：泰造
- 成為吸血鬼的綠子：橋本じゅん
- 宮脇留奈：若松真夢
- 毛利耿之介：TETRA。
- 紅葉：こもだまり
- 佐穗：紅日毬子
- 新綠子：大島朋恵

#### 製作團隊
- 劇本・導演：石井飛鳥（日语：石井飛鳥）
- 原作・宣傳設計：丸尾末廣
- 音樂：犬神馬戲團（日语：犬神サーカス団）、fujimiya.tv（解散唱片）、西邑卓哲（FOXPILL CULT/MADAME EDWARD）、TETRA。、Asohgi
- 企劃：虛飾集團廻天百眼（日语：虚飾集団廻天百眼）
- 異形造型：清水真理（日语：清水真理）、奧山友太
- 舞台監督：川俣勝人
- 武打指導：西脇顯一
- 燈光設計：川添真理（株A.S.G.）
- 音響：飯塚ひとみ
- 音效整音：ヲノデラジュンペイ（Asohgi）
- 服裝設計：竹内陽子、大島朋恵、いちご
- 化妝：おはぎ、みさお
- 美術設計：小林夏帆
- 道具設計：リボ双夢
- 製作：稻谷なゆた、大久保佑一、栞
- 網頁製作：望月アサヒ、蛙
- 製作委員會：劇場版《少女椿》製作委員會
- 主題曲：命運的業報（運命のカルマ）
  - 作詞・作曲：犬神明
  - 演唱與演奏：犬神馬戲團

### 真人電影
同名電影於2016年5月上映。由TORICO執導並編劇，中村理沙主演，是她首次演出電影，也是首次擔任主角。標記為R級（R15+）。

#### 演員
- 綠子：中村里砂（日语：中村里砂）
- 奇幻正光：風間俊介
- 紅悦：森野美咲（日语：森野美咲）
- 金龜子：武瑠（日语：武瑠）（SuG）
- 鞭棄：佐伯大地（日语：佐伯大地）
- 赤座：深水元基（日语：深水元基）
- 嵐鯉治郎：中谷彰宏（日语：中谷彰宏）
- 綠子的母親：鳥居みゆき（日语：鳥居みゆき）
- 町の実力者：鳥肌実（日语：鳥肌実）

#### 製作人員
- 監督・脚本：TORICO
- 原作：丸尾末広
- 製作：太代眞裕・柏木登（日语：柏木登）・奥田真平
- 執行製片人：前田伸一郎
- 製作人：堀越大
- 攝影：曽根剛
- 美術：佐々木健一
- 美術設計・監修：宮下忠也
- 服裝設計：武田久美子
- VFX特效總監：小田一生（日语：小田一生）
- 音樂：黑石瞳
- 主題歌：チャラン・ポ・ランタン（日语：チャラン・ポ・ランタン）「あの子のジンタ」
- 發行：リンクライツ

## 另見
- 《鬼太郎》：另一部漫畫與動畫系列，源自於紙芝居（日语：紙芝居）。
- 《黃金蝙蝠》：後來被改編成真人版和動畫的紙芝居。
- 《悲傷的貝拉朵娜》：早期使用靜態繪畫和動畫的日本色情電影。

## 外部連結
- 電影『少女椿』官方網站 （页面存档备份，存于）
- 互联网电影数据库（IMDb）上《地下幻燈劇畫 少女椿》的资料（英文）
- TINAMIXREPORT「逆境哀切人造美少女電脳紙芝居『少女椿』 （页面存档备份，存于） - 詳細描述了從電影上映到被禁映的一系列事件
- 『カナザワ映画祭2012 XXX』公式HP「少女椿に関する、今までの経緯」 （页面存档备份，存于）
- 日本アニメの常識を粉々に破壊した伝説のアンダーグラウンドアニメ作家・原田浩
- ＜公式＞密閉映劇霧生館 （页面存档备份，存于）